# Плавание на летних Олимпийских играх 2012 — эстафета 4×100 метров вольным стилем (мужчины)
Соревнования по плаванию в эстафете 4×100 метров вольным стилем среди мужчин на летних Олимпийских играх 2012 года состоялись 29 июля в London Aquatics Centre.
Сборная Франции впервые в своей истории выиграла олимпийское золото в этой эстафете. На последнем этапе в финале Янник Аньель выиграл у Райана Лохте секунду, что позволило французам отыграть своё полусекундное отставание. 
Французы взяли своеобразный реванш за Олимпийские игры 2008 года, когда перед последним этапом они уверенно лидировали, но затем американец Джейсон Лезак сумел опередить рекордсмена мира Алена Бернара. На этот раз Лезак и Бернар выступали только в предварительных заплывах.
Майкл Фелпс выиграл свою 17-ю олимпийскую медаль и первую серебряную (до этого момента у него было 14 золотых и 2 бронзовые награды). От абсолютного рекорда Олимпийских игр Ларисы Латыниной по количеству наград (18) Майкла отделяла одна медаль.

## Медалисты
| Золото                                                                                           | Серебро | Бронза |
| Франция · Амори Лево · Фабьен Жило · Клеман Лефер · Янник Аньель · Ален Бернар · Жереми Стравьюс | США · Натан Эдриан · Майкл Фелпс · Каллен Джонс · Райан Лохте · Рики Беренс · Джимми Фейджн · Мэтт Гриверс · Джейсон Лезак | Россия · Никита Лобинцев · Андрей Гречин · Владимир Морозов · Данила Изотов · Сергей Фесиков · Евгений Лагунов |

*—участвовали только в предварительном заплыве

## Рекорды
До начала соревнований мировой и олимпийский рекорды были следующими:
| Мировой рекорд     | США · Майкл Фелпс (47,51) · Гарретт Вебер-Гейл (47,02) · Каллен Джонс (47,65) · Джейсон Лезак (46,06) | 3.08,24 | Пекин, Китай | 11 августа, 2008 |
| Олимпийский рекорд | США · Майкл Фелпс (47,51) · Гарретт Вебер-Гейл (47,02) · Каллен Джонс (47,65) · Джейсон Лезак (46,06) | 3.08,24 | Пекин, Китай | 11 августа, 2008 |

Во время соревнований новых рекордов установлено не было.

### Предварительные заплывы
| Место | Заплыв | Дорожка | Страна         | Спортсмены                                                                                         | Время   | Q     |
| ----- | ------ | ------- | -------------- | -------------------------------------------------------------------------------------------------- | ------- | ----- |
| 0     | -1     | -1      | !а             | !a                                                                                                 | !a      |       |
| 1     | 2      | 4       | Австралия      | Кэмерон Макэвой (48,94) Джеймс Робертс (48,22) Томмазо Д’Орсонья (47,78) Джеймс Магнуссен (47,35)  | 3.12,29 | Q     |
| 2     | 1      | 5       | США            | Джеймс Фейген (48,49) Мэтт Гриверс (47,54) Рики Беренс (48,52) Джейсон Лезак (48,04)               | 3.12,59 | Q     |
| 3     | 2      | 3       | Россия         | Андрей Гречин (48,19) Евгений Лагунов (48,34) Сергей Фесиков (48,68) Никита Лобинцев (47,56)       | 3.12,77 | Q     |
| 4     | 2      | 4       | Франция        | Амори Лево (48,61) Ален Бернар (48,31) Клеман Лефер (48,14) Жереми Стравьюс (48,32)                | 3.13,38 | Q     |
| 5     | 1      | 6       | Германия       | Беньямин Штарке (48,96) Маркус Дайблер (47,99) Кристоф Фильдебрандт (48,44) Марко ди Карли (48,12) | 3.13,51 | Q, NR |
| 6     | 1      | 2       | Бельгия        | Дитер Деконинк (48,79) Яспер Эрентс (48,58) Эмануэль Ванлюшен (48,55) Питер Тиммерс (47,97)        | 3.13,89 | Q, NR |
| 7     | 2      | 3       | ЮАР            | Роланд Скуман (49,00) Дэриан Таунсенд (48,26) Гидеон Лоу (47,92) Грэм Мур (48,75)                  | 3.13,93 | Q     |
| 8     | 2      | 5       | Италия         | Лука Дотто (49,27) Андреа Ролла (49,46) Микеле Сантуччи (48,85) Филиппо Маньини (48,20)            | 3.15,78 | Q     |
| 9     | 2      | 2       | Бразилия       | Николас Оливейра (49,31) Бруно Фратус (48,98) Николас Сантос (49,68) Марсело Кьеригини (48,17)     | 3.16,14 |       |
| 10    | 1      | 7       | Канада         | Брент Хейден (48,42) Колин Рассел (48,67) Ричард Хортнесс (49,12) Томас Госсленд (50,21)           | 3.16,42 |       |
| 11    | 1      | 1       | Китай          | Люй Чжиу (48,92) Чжан Эньцзянь (49,57) Хэ Цзяньбинь (49,67) Ши Тэнфей (48,84)                      | 3.17,00 |       |
| 12    | 2      | 6       | Великобритания | Саймон Бёрнетт (50,47) Грант Тёрнер (48,31) Джеймс Дисней-Мэй (48,99) Крэйг Гиббонс (49,31)        | 3.17,08 |       |
| 13    | 1      | 8       | Сербия         | Милорад Чавич (48,61) Велимир Стьепанович (49,13) Иван Ленджер (50,58) Радован Силевски (50,47)    | 3.18,79 | NR    |
| 14    | 1      | 7       | Венгрия        | Петер Бернек (50,29) Гергё Киш (50,68) Габор Балог (51,47) Кристиан Такач (49,47)                  | 3.21,91 |       |
| 15    | 2      | 1       | Венесуэла      | Кристиан Кинтеро (49,77) Октавио Алеси (50,04) Маркос Лавадо (52,59) Крокс Акунья (50,28)          | 3.22,68 |       |
| 999   | 999    | 999     | ЯЯЯ            | ~z                                                                                                 | ~z      |       |

### Финал
| Место | Дорожка | Страна    | Спортсмены                                                                                         | Время   | Примечания |
| ----- | ------- | --------- | -------------------------------------------------------------------------------------------------- | ------- | ---------- |
| 0     | -1      | !а        | !a                                                                                                 | !a      |            |
| 1     | 6       | Франция   | Амори Лево (48,13) Фабьен Жило (47,67) Клеман Лефер (47,39) Янник Аньель (46,74)                   | 3.09,93 |            |
| 2     | 5       | США       | Натан Эдриан (47,89) Майкл Фелпс (47,15) Каллен Джонс (47,60) Райан Лохте (47,74)                  | 3.10,38 |            |
| 3     | 3       | Россия    | Никита Лобинцев (48,39) Андрей Гречин (48,57) Владимир Морозов (47,85) Данила Изотов (47,60)       | 3.11,41 |            |
| 4     | 4       | Австралия | Джеймс Магнуссен (48,03) Мэтт Таргетт (47,83) Имон Салливан (47,68) Джеймс Робертс (48,09)         | 3.11,63 |            |
| 5     | 1       | ЮАР       | Гидеон Лоу (48,48) Дэриан Таунсенд (48,36) Грэм Мур (48,36) Роланд Скуман (48,27)                  | 3.13,45 |            |
| 6     | 2       | Германия  | Беньямин Штарке (49,03) Маркус Дайблер (47,97) Кристоф Фильдебрандт (48,45) Марко ди Карли (48,07) | 3.13,52 |            |
| 7     | 8       | Италия    | Лука Дотто (48,73) Марко Орси (48,42) Микеле Сантуччи (48,88) Филиппо Маньини (48,10)              | 3.14,13 |            |
| 8     | 7       | Бельгия   | Дитер Деконинк (49,42) Яспер Эрентс (48,34) Эмануэль Ванлюшен (48,46) Питер Тиммерс (48,18)        | 3.14,40 |            |
| 999   | 999     | ЯЯЯ       | ~z                                                                                                 | ~z      |            |